# Gopherus morafkai
Gopherus morafkai, ou Tartaruga do Deserto Morafka, é uma espécie de tartaruga terrestre nativa do Deserto de Sonora.

## Histórico do táxon
Em 2011, com base nas diferenças de DNA, geográficas e comportamentais entre as tartarugas do deserto a leste e a oeste do rio Colorado, foi decidido que existem duas espécies de tartarugas do deserto: tartaruga do deserto de Agassiz (Gopherus agassizii ) e a tartaruga do deserto de Morafka (Gopherus morafkai). G. morafkai ocorre a leste do Rio Colorado no Arizona, bem como nos estados de Sonora e Sinaloa (México).
O nome da nova espécie é uma homenagem ao falecido Professor David Joseph Morafka, em reconhecimento às suas muitas contribuições para o estudo e conservação de Gopherus.